# Tengo que parar (álbum)
Tengo que parar es el tercer disco de la banda argentina de rock Miguel Mateos/ZAS. Fue editado en 1984. 
Este disco es muchísimo más trampolín para la banda debido a que la canción «Tirá para arriba», es el máximo hit de Miguel Mateos, por lo que el disco permitió masificar al grupo y dar puntapié y proyección a nivel nacional e internacional.

## Sencillos
• Tirá para arriba
• Tengo que parar
• Ana, la dulce

## Temas
1. "Tengo que parar" (4:53)
2. "Tirá para arriba" (5:01)
3. "Dámelo, nena dámelo" (5:25)
4. "Sólo fuego" (4:41)
5. "Lucy en la tierra con amantes" (3:40)
6. "Chico marginado" (5:24)
7. "Tómame mientras puedas" (5:10)
8. "Bulldog" (6:30)
9. "Ana, la dulce" (4:57)

## Músicos
- Miguel Mateos: voz principal y coros, sintetizadores, piano eléctrico, guitarra rítmica acústica y eléctrica
- Eduardo (Chino) Sanz: guitarra principal y coros.
- Raúl Chevalier: bajo y coros.
- Alejandro Mateos: batería, caja de ritmos y coros.

### Músicos invitados
- León Gieco: armónica en: "Dámelo, nena dámelo"
- Oscar Kreimer: saxofónes soprano, alto y tenor en: "Tirá para arriba" y "Chico marginado" y clarinete en "Ana, la dulce"

## Datos adicionales
- Producción ejecutiva: Oscar López.
- Producción y dirección artística: Miguel Mateos.
- Técnico de grabación: Mario Breuer.
- Corte: Ted Jensen en Sterling Sound, New York.
- Diseño fotográfico y arte de tapa: Graciela Beccari.
- Fotos: Leonardo y Marcelo Kremenchutzky.

- Las canciones fueron compuestas por Miguel Mateos.